# لاري بونشو براون
لاري «بونشو» براون (بالإنجليزية: Larry Poncho Brown)‏ (ولد في 19 ديسمبر عام 1962)، فنان أمريكي، بدأ مسيرته كرسام لافتات محترف، وعمل في كل من الرسم والنحت. عمل أيضًا كمنسق معارض وعُرضت أعماله في المعارض والمسلسلات التلفزيونية والقطع الفنية ذات الاختصاصات المتعددة.

## النشأة
ولد لاري براون باسم لاري أونيل براون الابن في 19 ديسمبر من عام 1962. حصل على لقب «بونشو» عندما كان طفلًا لأنه كان من محبي المسلسل التلفزيوني سيسكو كيد. حصل على بكالوريوس الفنون الجميلة من كلية معهد ماريلاند للفنون في عام 1984، وتخصص في التصميم الجرافيكي والتصوير الفوتوغرافي.

## مسيرته المهنية
بدأ براون حياته المهنية كرسام لافتات، وافتتح عمله في مجال رسم اللافتات في سن السابعة عشرة. يعبر براون أن خطوته المهنية الأولى هي عندما كان يعمل مع ديك غريغوري، الذي طلب من براون رسومات للإعلان عن النظام الغذائي البهامي لغريغوري. أقام أحد معارضه الرئيسية الأولى كرسام في مركز جاكوب جافيتس. عرض أيضًا في المعارض الجماعية إلى جانب معارضه الفردية، ومنها معرض فيلادلفيا للفنون ومهرجان كرايسلر المالي الأفريقي للفنون. بيعت أعماله اعتبارًا من عام 1996 في نحو 1500 معرض داخل الولايات المتحدة. ظهرت أعماله في عام 1999 في كتب مثل مغلف بالكبرياء وربط الناس بالفن: الفن الأفريقي الأمريكي المعاصر لإيفلين ومرسر ريدكروس.
ظهرت أعماله الفنية في المجلات الراقية مثل إبوني وإيسنس وجيت. ظهرت أعماله الفنية أيضًا على شاشة التلفاز في مسلسلات مثل سول فود وذا واير وديفرنت وورد وإن ذا هاوس. أنتج براون أيضًا غلافًا فنيًا لكتاب واستُخدمت أعماله داخل كتب أخرى أيضًا وأنتج صورًا بصرية للحفلات الراقصة، واستُخدم عمله في مهرجان الفن للفعاليات بما فيها مهرجان بلوز ماريلاند الغربية ومهرجان كابيتال جاز. نظم براون فن بالتيمور «ماسترز» للأسلاف، وهو معرض يضم أعمال فناني بالتيمور الراحلين.

## أعماله الأخيرة
عرض براون أعمالًا له في عام 2014، كجزء من برنامج جامايكان آرتس أوديسي، وأنتج عملًا لمعرض متحف هيرشورن وحديقة النحت. عمل براون في عام 2015، على فهرسة الفن الذي تركته الفنانة الراحلة كارولين آن واتس، التي لم تُكتشف مجموعة لوحاتها الكاملة حتى بعد انتحارها، وذلك كجزء من اعترافه بدور الفن في الأمراض العقلية. عُرض عمل براون في عام 2017 في برج سكوير في سبرينغفيلد، ماساتشوستس في معرض بعنوان أقوى من الكبرياء كجزء من شهر التاريخ الأسود في المدينة. كان براون في الماضي ناقدًا للاتجاه الذي يقوم على عرض أعمال الفنانين الأمريكيين من أصل أفريقي فقط خلال شهر فبراير.

## الأسلوب
بحسب فيلادلفيا تريبيون، فإن براون «يعمل بشك أساسي مستخدمًا الأكريليك، على الرغم من استخدامه مجموعة متنوعة من الوسائط والأساليب للتعبير عن اهتماماته في موضوعات أفريقية مركزية، وعلم المصريات القديم والرقص –إنه أسلوب يجمع بين الفن الماضي والحاضر لخلق شعور الواقعية والتصوف والجمال». عمل براون أيضًا في مجال النحت إلى جانب لوحاته ورسوماته. صرح براون بأنه يسعى لتصوير الأمريكيين من أصل أفريقي بطريقة إيجابية.